# Стибіоколумбіт
Стибіоколумбіт (рос. стибиоколумбит; англ. stibiocolumbite; нім. Stibiokolumbit m) — мінерал, оксид стибію, ніобію і танталу. Кінцевий член ізоморфного ряду стибіотанталіту. Назва — від стиб… і мінералу колумбіту (W.T.Schaller, 1915).

## Опис
Хімічна формула:
- 1. За Є. Лазаренком: Sb(Nb, Ta)O4.
- 2. За К.Фреєм і за «Fleischer's Glossary» (2004): SbNbO4.

Склад у % (з родов. Месса Ґранде, шт. Каліфорнія, США): Sb2O3 — 49,28; Nb2O5 — 39,14; Ta2O5 — 11,16. Домішки: B2O3.
Сингонія ромбічна. Утворює призматичні кристали. Полісинтетичні двійники. Густина 5,9-7,4. Твердість 6,0. Колір чорний, темно-бурий до жовтувато-бурого, а також червонувато-бурий. Риса жовтувато-бура до блідо-жовтої. Блиск смолистий до алмазного. Крихкий. Злом напівраковистий.

## Розповсюдження
Зустрічається у вигляді дрібних кристалів у пегматиті з Каліфорнії, а також як окиснений мінерал пегматитів на Кольському п-ові і в Топсем, шт. Мен, США. Супутні мінерали: рожевий берил, лепідоліт, рожевий турмалін.